# Raquel del Rosario
Raquel del Rosario Macías (Teror, 3 de novembro de 1982) é uma cantora e compositora espanhola. Foi vocalista do grupo de pop El Sueño de Morfeo entre 2002 e 2013.

## Biografia e carreira
Raquel é a segunda filha de seis irmãos. Aos 14 anos de idade começou a tocar guitarra e escrever suas próprias canções. Aos 17 conheceu David Feito, membro atual do El Sueño de Morfeo, no Colegio Internacional Meres, que naquele momento tocava em um grupo de música celta nas Astúrias. Em 2000, Raquel deixa sua terra natal (Gran Canaria) e vai para Astúrias com David, unindo-se ao seu grupo, Xemá. Pouco tempo depois, Raquel e David conhecem Juan Luis Suárez, com quem criam El Sueño de Morfeo.
Como parte da campanha de marketing do primeiro álbum do grupo, Raquel participa como atriz em três capítulos do seriado espanhol Los Serrano. Seu primeiro single foi Nunca Volverá. Fora de seu grupo realizou um dueto em 2006 com Diego Martín no single Dejame Verte. Também realizou um dueto com o cantor Nek com a canção Para ti sería.
Raquel deu voz a Barbie na versão espanhola do novo filme da boneca, "Barbie y el castillo de diamantes", na qual também interpretou "Conectas", o tema principal do filme.

## Vida Pessoal

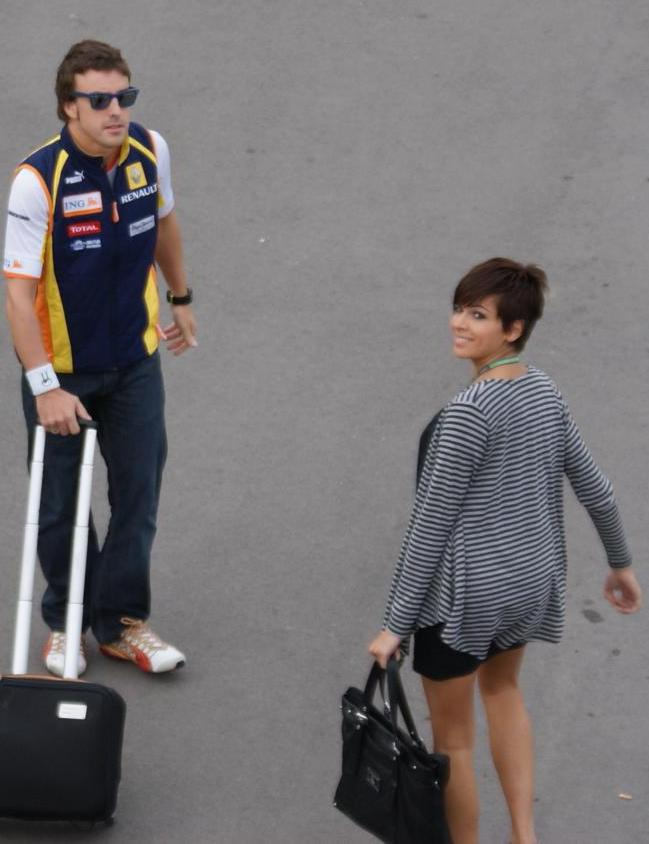
Raquel e o ex-marido, Fernando Alonso.

Raquel del Rosario foi casada com o piloto de Fórmula 1 Fernando Alonso. O casal se conheceu em novembro de 2005 no programa de rádio El larguero onde o piloto recebia uma homenagem. Durante o evento houve a atuação de vários artistas, incluindo a banda da cantora que foi convidada ao evento a pedido de Fernando. Surgiram boatos de seu casamento no final de 2006, sempre negado por ambos. Por inúmeras vezes a imprensa espanhola especulou sobre uma suposta gravidez da Raquel, porém ambos negaram estar planejando ter um bebê. No final de 2009, a imprensa anunciou a separação do casal, posteriormente, também negada por ambos. Dois anos depois, em dezembro de 2011, o casal anunciou o divórcio depois de cinco anos de matrimônio.
Em maio de 2012, cinco meses após o divórcio de Alonso, a cantora assumiu relacionamento com o fotógrafo e cineasta espanhol Pedro Castro. Em 21 de outubro de 2013, Raquel e Pedro se casaram em uma cerimônia discreta realizada na Califórnia em que só estavam presentes eles dois. A 15 de julho de 2014 Raquel deu à luz seu primeiro filho, Leo Castro del Rosario. Em dezembro de 2015, a cantora anunciou sua segunda gravidez.

## Discografía

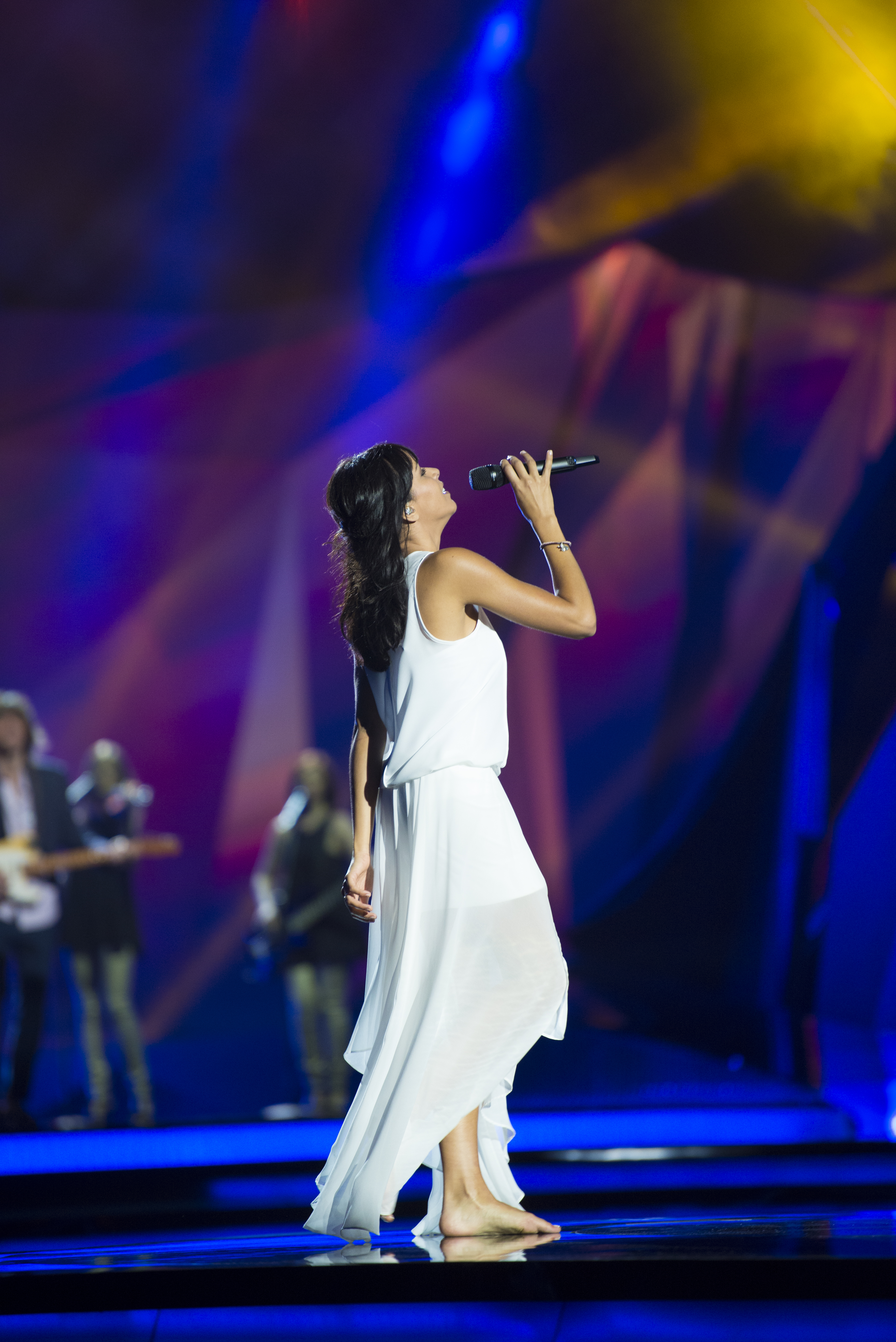
Festival Eurovisão da Canção de 2013

- 2002: Del Interior (pelo grupo Xemá)
- 2005: El sueño de Morfeo
- 2007: Nos vemos en el camino
- 2009: Cosas que nos hacen sentir bien
- 2012: Buscamos sonrisas

## Colaborações musicais

### Com o grupo
- Fran Perea e El Sueño de Morfeo - 1+1 son 7 (2005)
- Tributo a Duncan Dhu - Cien gaviotas donde irán e Una calle de París (2005)
- BSO "Cars" - Reencontrar (2006)
- El Sueño de Morfeo (para Cruzcampo) - Tómate la vida (2006)
- El Sueño de Morfeo (para La Sexta) - Sonrisa especial (2006)
- Nek e El Sueño de Morfeo - Para ti sería e Chocar (2007)
- BSO "La Sirenita" - Parte de Él (2008)

### Solo
- Diego Martín e Raquel del Rosario - Déjame Verte (2006)
- BSO "Barbie" - Conectas (2008)
- Sergio Vallín part. Raquel del Rosario - Solo tu (2009)